# Гантумур Баяндуурен
Гантумур Баяндуурен (монг. Баяндүүрэн Гантөмөр; род. 24 августа 1996) — монгольский спортсмен, выступающий в боевом самбо и смешанных единоборствах, бронзовый призёр чемпионата Азии 2018 года, чемпион (2022, 2024) и бронзовый призёр (2017) чемпионатов мира, обладатель Кубка мира. Выступает в полулёгкой весовой категории (до 58 кг).
20 октября 2020 года провёл дебютный бой в смешанных единоборствах, который выиграл нокаутом. По состоянию на август 2024 года провёл 5 боёв, из которых 3 выиграл (все нокаутом) и два проиграл.

## Достижения
- Чемпионат мира по самбо 2017 — ;
- Чемпионат Азии по самбо 2018 — ;
- Чемпионат мира по самбо 2022 — ;
- Чемпионат мира по самбо 2024 — ;

## Статистика в профессиональном ММА
| Боёв 5   | Побед 3 | Поражений 2 |
| -------- | ------- | ----------- |
| Нокаутом | 3       | 0           |
| Сдачей   | 0       | 2           |

| Результат | Рекорд | Соперник         | Способ                             | Турнир                                               | Дата            | Раунд | Время | Место                    | Примечание |
| --------- | ------ | ---------------- | ---------------------------------- | ---------------------------------------------------- | --------------- | ----- | ----- | ------------------------ | ---------- |
| Поражение | 3-1    | Лан Ки           | Сабмишном (Удушающий прием ниндзя) | Jue Cheng King — JCK Fight Night 90                  | 10 августа 2024 | 2     | 0:43  | Люйлян, Китай            |            |
| Победа    | 2-1    | Педро Хуарес     | Техническим нокаутом               | Hoplite Fight Productions Tobar vs. Brock            | 13 августа 2022 | 2     | 1:45  | Калифорния, США          |            |
| Победа    | 1-1    | Маркес Джонс     | Нокаутом (удар)                    | Dragon House MMA — Zhong Luo Cage Fighting Series 03 | 26 марта 2022   | 3     | 4:48  | Сан-Франциско, США       |            |
| Поражение | 1-0    | Гилберт Накатани | Сабмишном                          | Lights Out Xtreme Fighting — LXF 6                   | 30 октября 2021 | 2     | 4:25  | Бербанк, Калифорния, США |            |
| Победа    | 0-0    | Батбаяр Одхуу    | Техническим нокаутом (удары)       | Mongol FC Fight Night 1                              | 20 октября 2020 | 1     | 2:30  | Улан-Батор, Монголия     |            |